# Jean Samuel Guisan
Pour les articles homonymes, voir Guisan.
Jean Samuel Guisan, né à Avenches le 29 mars 1740 et mort à Berne le 19 juin 1801, est un ingénieur suisse.

## Biographie
Cet ingénieur a travaillé dès 1771 au Suriname (Guyane néerlandaise à l'époque). Il occupait le poste de directeur des travaux agraires des possessions de son oncle. Il est remarqué lors d'un voyage par l'intendant Pierre-Victor Malouet en mission pour les compte du ministère français des colonies, qui lui propose de réaliser les mêmes travaux d'aménagement en Guyane voisine. Guisan effectuera l'essentiel de son travail en Guyane de 1777 à 1791 en y adaptant la technique de poldérisation partielle des berges qu'il avait appliquée au Suriname. Il va en particulier aménager le bas de l'Approuague qui deviendra une région agricole florissante et y construira le canal de Kaw, reliant le fleuve à la rivière et aux marais de Kaw. Le village de Guisanbourg (ainsi baptisé sous la Restauration en souvenir des travaux de Guisan, aujourd'hui abandonné) est la marque visible de son influence sur le développement de l'embouchure de l'Approuague.
Il assainit également le marécage jouxtant les fortifications de Cayenne et planifia la construction d'un canal de drainage des terres proches de la ville (canal réalisé plus tard par Pierre-Clément de Laussat).
À la suite de son opposition au gouverneur Lescalier et à ses démêlés avec le nouveau pouvoir révolutionnaire, il est destitué par l'Assemblée coloniale et quitte la Guyane en juillet 1791.
Rentré en Suisse,  à Avenches, en 1792, il devient à Berne inspecteur général des ponts et chaussées de la République helvétique (1798-1801). Il décède le 19 juin 1801.